# Blake Michael

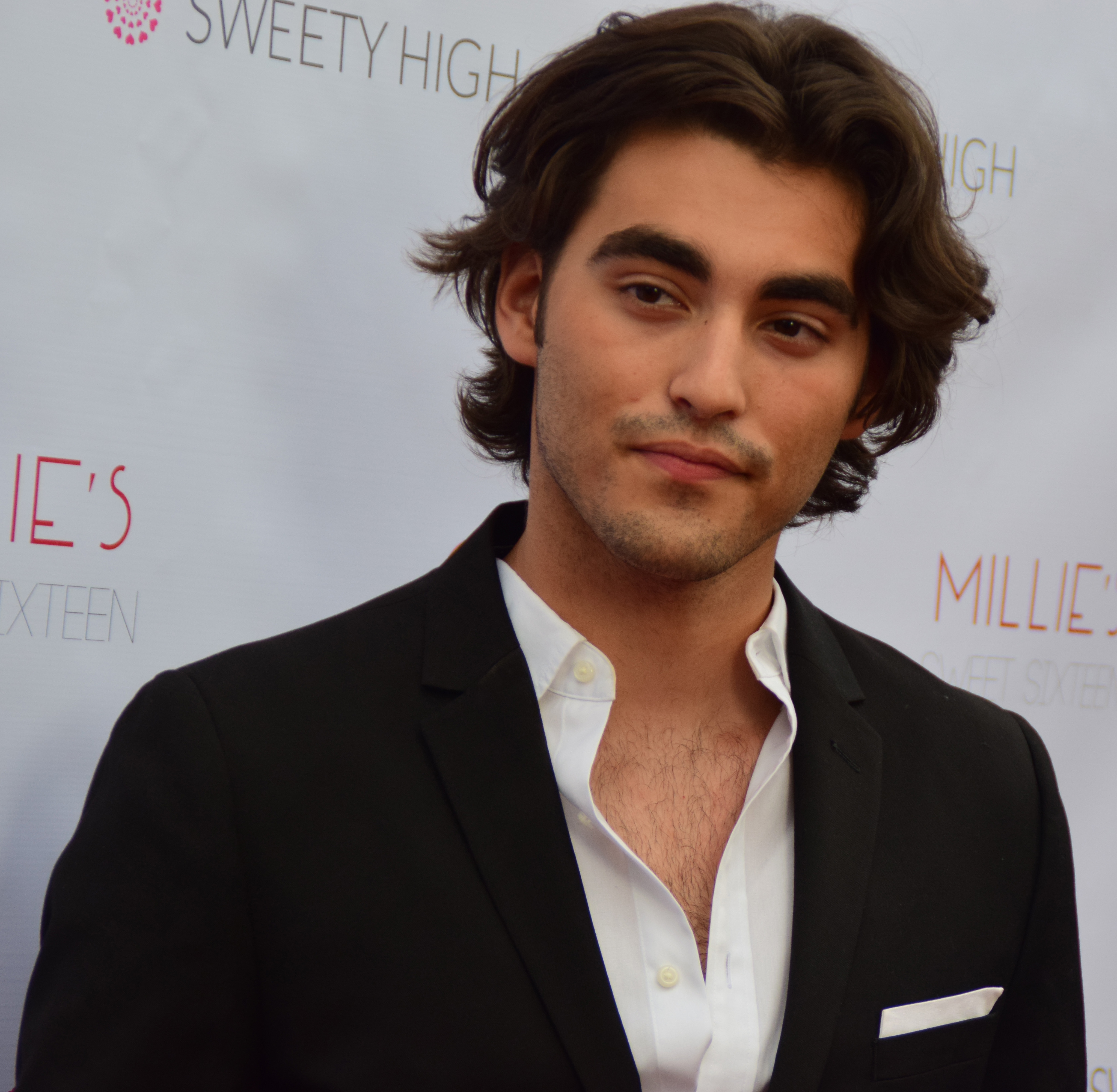
Blake Michael (2015)

Blake Michael, född 31 juli 1996, är en amerikansk skådespelare, sångare, musiker och modell. Han är kanske mest känd för sin roll som Charlie Delgado i Disney Channel-filmen Lemonade Mouth, liksom för sin roll som Tyler James i Disney Channel-serien Dog with a Blog, som år 2013 gav honom Young Artist Award för bästa unga huvudrollsinnehavare i en TV-serie. År 2015 spelade han Chase i Lifetime-filmen I Killed My BFF.

## Filmer
- Chosen
- Elephant Juice
- Magellan
- No Limit Kids: Much Ado About Middle School
- Lemonade Mouth
- The Mortician
- Living with N.A.D.S.: The Jimmy Epson Story
- I Killed My BFF
- Mostly Ghostly: One Night in Doom House

## TV Serier
- October Road
- Out of Jimmy's Head
- True Blood
- Dog With a Blog
- Melissa & Joey